# Tros
Dans la mythologie grecque, Tros (en grec ancien Τρώς / Trốs) est le héros éponyme de la Troade et de Troie.

## Biographie
Fils d'Érichthonios et d'Astyoché, petit-fils de Dardanos et donc descendant de Zeus, il est roi de Dardanie. Il épouse Callirrhoé, dont il a plusieurs enfants :
- Ilos, fondateur mythique d'Ilion, la future Troie, père de Laomédon et grand-père de Priam.
- Assaracos, souverain de Dardanie, grand-père d'Anchise et arrière-grand-père d'Énée.
- Ganymède, enlevé par Zeus pour être l'échanson des dieux. En compensation de la perte de Ganymède, Tros reçoit de Zeus une paire de chevaux divins. Ces chevaux et leurs descendants sont mentionnés plusieurs fois dans l'Iliade. Selon d'autres traditions, c'est une coupe travaillée par Héphaïstos qu'il reçoit.
- une fille nommée Cléopâtre